# Pornografia (film)
Pornografia – polski film fabularny z 2003 roku w reżyserii
Jana Jakuba Kolskiego, na podstawie powieści Witolda Gombrowicza pod tym samym tytułem.
Akcja rozgrywa się w 1943 roku, głównie w majątku ziemiańskim na Sandomierszczyźnie, gdzie zjawia się para głównych bohaterów Witold i Fryderyk. W pozornie odseparowanym od wojennej zawieruchy dworku, Fryderyk rozpoczyna dziwną grę, której celem jest połączenie ze sobą córki gospodarza i młodego syna rządcy z sąsiedniego majątku. Przy okazji zmaga się z własnymi demonami z przeszłości.
Film został dobrze oceniony przez krytyków, którzy wśród jego głównych zalet wymieniali rolę Krzysztofa Majchrzaka, charakterystyczną muzykę Zygmunta Koniecznego i zdjęcia. Pornografia spotkała się także z życzliwymi recenzjami dziennikarzy zagranicznych, którzy mogli ją oglądać w konkursie głównym na festiwalu w Wenecji.
Pornografia była drugą po Daleko od okna próbą zmiany filmowego emploi Jana Jakuba Kolskiego. Reżyser i scenarzysta, dotychczas znany z autorskich filmów, przepełnionych magią, cudownością i ludową mądrością, tym razem sięgnął po powieść Witolda Gombrowicza o – jak powiedział sam autor – podporządkowaniu Niższości-Wyższości, młodego-dorosłemu, mniej inteligentnego-bardziej inteligentnemu.
Zdjęcia rozpoczęto we wrześniu, a zakończono w październiku 2002 w Warszawie, Suchej i Pierzchałach.

## Obsada
- Krzysztof Majchrzak – Fryderyk
- Adam Ferency – Witold
- Krzysztof Globisz – Hipolit
- Grażyna Błęcka-Kolska – Maria, żona Hipolita
- Grzegorz Damięcki – Wacław Paszkowski
- Jan Frycz – pułkownik Siemian
- Irena Laskowska – pani Amelia, matka Wacława
- Sandra Samos – Henia
- Kazimierz Mazur – Karol
- Ireneusz Czop – zarządca Wyszyński
- Andrzej Szenajch – kościelny
- Anna Baniowska – służąca Weronika
- Jan Urbański – Skuziak
- Magdalena Różczka – gospodyni salonu na ul. Kruczej

## Opis fabuły
W okupowanej Warszawie w roku 1943, na jednym z wieczorków przepełnionym atmosferą dekadencji i indyferentyzmu, pisarz Witold (Adam Ferency) poznaje tajemniczego Fryderyka (Krzysztof Majchrzak). W międzyczasie od swojego dawnego przyjaciela Hipolita S. (Krzysztof Globisz), ziemianina z Sandomierszczyzny, otrzymuje list z propozycją odwiedzin. Witold przyjmuje zaproszenie. Zabiera ze sobą Fryderyka.
Przed majątkiem Hipolita ich samochód zatrzymuje oddział partyzantów, dowodzonych przez słynącego z odwagi i brawury pułkownika Siemiana (Jan Frycz). Siemian prosi Witolda i Fryderyka o podwiezienie Karola (Kazimierz Mazur), młodego syna rządcy z sąsiedniego majątku, oddanego przez ojca Hipolitowi na wychowanie i do pomocy przy gospodarstwie. Wieczorem wszyscy, tj. Witold, Fryderyk, Hipolit, jego żona Maria (Grażyna Błęcka-Kolska), córka Henia (Sandra Samos) i Karol zasiadają do kolacji. Przy okazji widz odkrywa jedną z tajemnic Fryderyka, który dzięki nadwrażliwości zmysłów, słyszy dźwięki delikatne i odległe. Następnego ranka bohaterowie wybierają się do kościoła. W czasie mszy Fryderyk w pewnym momencie – ku zdziwieniu Witolda – pada na kolana i pogrąża się w modlitwie.
Karol i Henia, oboje piękni i młodzi, budzą zaciekawienie Witolda, który skarży się Fryderykowi, że nie ma między młodymi żadnego przyciągania. Fryderyk zakłada się z Witoldem, że połączy ze sobą Karola i Henię. Zadanie jest tym trudniejsze, że Henia jest już zaręczona, z cnotliwym, prawym i zamożnym Wacławem (Grzegorz Damięcki), sąsiadem Hipolita. Wkrótce rozpoczyna się dziwna gra, reżyserowana przez Fryderyka, której nieświadomymi uczestnikami stają się wszyscy zebrani w dworku.
Daleko poza granicami majątku trwa wojna. Jej mroczne i brutalne epizody, prezentowane jakby mimochodem, pozornie bez związku z rozwojem akcji, przecinają kolejne sceny.
Do Heni przyjeżdża Wacław ze swoją matką Amelią (Irena Laskowska). Rodzina Heni, jej narzeczony, pani Amelia i goście z Warszawy wybierają się na spacer. Fryderyk zaprzyjaźnia się ze starszą panią, która jednak – jako żarliwa katoliczka – krytykuje jego ateizm. Podczas kolacji Amelia zostaje ugodzona nożem przez parobka, szesnastoletniego Skuziaka (Jan Urbański), który wkradł się do kuchni. Morderca zostaje schwytany i uwięziony w komórce na terenie gospodarstwa. Tymczasem Fryderyk nie ustaje w wysiłkach zbliżenia młodych. Twierdzi, że przygotowuje film i organizuje próbę sceny miłosnej, informując zawczasu – przez Witolda – narzeczonego Heni, który jest świadkiem dwuznacznej inscenizacji. Plany Fryderyka zostają zakłócone przez pojawienie się Siemiana. Pułkownik, przeżywający załamanie nerwowe, stanowi zagrożenie dla konspiracyjnej organizacji i z obawy przed zemstą towarzyszy chroni się w dworku Hipolita. W dowództwie zapada decyzja, by Siemiana zlikwidować. W czasie gorącej dyskusji między Fryderykiem, Witoldem, Hipolitem i Wacławem, dzięki udanym manewrom tego pierwszego, gospodarz majątku postanawia, że Siemiana zabije Karol. Fryderyk namawia Henię, aby mu pomogła.
Fryderyk zapytany przez Marię, żonę Hipolita, samotną alkoholiczkę, o smutno-wesołą melodię, którą grał na fortepianie w ich salonie, opowiada jej o swojej przeszłości. Kilka lat wcześniej wiódł w Warszawie żywot bon-vivanta i hedonisty, nie przejmując się zupełnie Helenką, swoją córką, pół-Żydówką. Przez jego nieuwagę Helenka została złapana przez Niemców i wywieziona do obozu koncentracyjnego. Fryderyk z własnej woli pojechał razem z nią. Kiedy go rozpoznała i zaczęła wołać, odwrócił się. Dziewczynka zginęła.
Przychodzi noc egzekucji Siemiana. Karol i Henia, po miłosnym zbliżeniu, zakradają się do pokoju pułkownika. Jednak w pomieszczeniu jest doprowadzony do szaleństwa Wacław, który wkradł się wcześniej i zabił Siemiana. Karol nie rozpoznaje go. Wacław umiera. W jednej z ostatnich scen filmu Fryderyk pozbywa się numeru z obozu koncentracyjnego. Następnie podcina sobie żyły.

## Film a pierwowzór literacki
Jan Jakub Kolski odrzucił kilka wersji scenariusza przygotowanych przez autorów francuskich i sam postanowił stworzyć literacką podstawę do nakręcenia filmu. Zmiany w porównaniu z powieścią Witolda Gombrowicza dotyczyły głównie postaci Fryderyka, którą Kolski ustawił w centrum historii; u niego jest nie tylko reżyserem opowieści, pomysłodawcą i jednym z wykonawców planu połączenia Heni z Karolem, ale także jej głównym bohaterem, bowiem to wokół jego osoby zazębia się akcja, wokół jego przeszłości splatają się (często nieświadomie) wszystkie zdarzenia, rozgrywające się w dworku Hipolita. W powstawaniu scenariusza pomagał reżyserowi Krzysztof Majchrzak, odtwórca roli Fryderyka.
O postaci z książki nie wiadomo właściwie nic. Kolski dodał jej biografię. Jego Fryderyk jest byłym więźniem obozu koncentracyjnego, w którym – jak się okazuje, przez jego obojętność – zginęła jego córka. Dodane przez reżysera dramatyczne wydarzenia z życia Fryderyka wpływają na inne, dodając im nowe, często sprzeczne z intencjami Gombrowicza sensy, oraz determinują zakończenie filmu. Dodatkowo film został pozbawiony elementów homoerotyczności, które występują w powieści. Kolski zachował za to pierwszoosobową narrację, główne wątki i bohaterów. Odejście od pierwowzoru literackiego spotkało się z krytyką kilku recenzentów oraz autorytetów kulturalnych, np. Wojciecha Młynarskiego, który nazwał obraz Kolskiego zupełnym nieporozumieniem, filmem pozbawionym wszelkiej pasji, momentami śmiertelnie nudnym, pretensjonalnym straszydłem. Jego zdaniem reżyser nie zrozumiał książki.
Kolski o swoich zmaganiach nad scenariuszem powiedział:
Chciałem być wierny książce, szedłem za literkami. Bez rezultatu. Gombrowicz nie jest filmowy. Ale kiedy zdobyłem się na bezczelność wobec autora, ta powieść zaczęła się przede mną otwierać jak żywy człowiek.

## Głosy krytyków
- Roderick Conway Morris („International Herald Tribune”)[1]:

Jest to kino mistrzowskie, poczynając od doskonałych kreacji wszystkich aktorów, poprzez subtelny sposób narracji filmowej, a na zachwycających zdjęciach kończąc (...)
- Tullio Kezich („Corriere della Sera”)[1]:

„Pornografia” zdobywa punkt dla polskiego kina, które po utracie Kieślowskiego zatraciło swoją inspirację (...)
- Derek Malcolm („The Guardian”)[1]:

Najwyższy poziom polskiej sztuki aktorskiej... Wszyscy aktorzy prezentują równie doskonałe kreacje, a reżyserię cechuje nie tylko wrażliwość, ale głębokie wczucie się w postacie filmu (...)
- Jerzy Wójcik („Rzeczpospolita”)[2]:

„Pornografia” dowodzi, że talent [Kolskiego] okrzepł, a reżyser rozszerzył zainteresowania; stworzył własny styl, ekranowy metajęzyk, którym operuje swobodnie. Choć wielowarstwowa, pełna symboli, monologów wewnętrznych, strumieni świadomości, wieloznaczna fraza powieści jest oporną materią dla filmowca, poradził sobie z nią lepiej niż Jerzy Skolimowski z prostszą „Ferdydurke” (...)
[Kolski] obnaża, podobnie bezceremonialnie jak pisarz, bogoojczyźnianie stereotypy, powierzchowność naszej wiary, wiedzy, całą tę intelektualną pornografię. Prowokuje. Równocześnie bawi delikatną erotyką, ironizuje, drwi z banału, niezdecydowania, naszej wiecznej „niedojrzałości”. Oglądamy perfekcyjnie zrealizowane polifoniczne dzieło: dramat, poemat dygresyjny i przekorny moralitet.
Iście koncertowa gra tercetu Majchrzak – Ferency – Globisz, sympatyczna kokieteria Grażyny Błęckiej-Kolskiej oraz młodzieńcza zalotność Sandry Samos (Henia) zostawiają wrażenie ekranowej prawdy i szczerej spontaniczności.
Muzyka Zygmunta Koniecznego i dramatyczna, i zabawna świetnie wspiera narratorskie zamysły reżysera, podkreśla dramaturgię filmu. Współtworzy nastrój poszczególnych sekwencji, spina niczym klamra całość, pozostaje w uchu i sercu. Urzekają rozległe panoramy Ptaka i efektownie kadrowane zbliżenia. (...)
- Zdzisław Pietrasik („Film”)[3]:

Zwycięstwo nad Gombrowiczem! Od dawna nie mieliśmy tak perfekcyjnie zrobionego filmu (...)
W filmie Jana Jakuba Kolskiego, bardzo pięknym pod względem plastycznym (świetne zdjęcia Krzysztofa Ptaka), imaginacja zostaje zdominowana przez historię, która toczy się za opłotkami dworu, co rusz dając o sobie znać. (...) Jedno czym mogą się ekscytować dwaj przybysze – to młodość dwojga nastoletnich tubylców, córki ziemianina i chłopca z sąsiedztwa. Rozpoczyna się charakterystyczne dla Gombrowicza uwodzenie nieświadomej niczego młodości przez starość.
Ta gra u Kolskiego nabiera innych sensów, dlatego że zupełnie kimś innym jest główny jej reżyser, czyli Fryderyk, w powieści postać właściwie bez życiorysu. Filmowy Fryderyk (duża rola Krzysztofa Majchrzaka) dostaje w scenariuszu życiorys na miarę czasów (...) Jest postacią tragiczną od pierwszego kadru. Zgoła innego charakteru nabierają więc jego pornograficzne gry z otoczeniem, w których jest okrucieństwo wpisujące się doskonale w teatr wojny. Ta ryzykowna paralela wypada na ekranie przekonująco.
Nawet ci, których adaptacja nie przekona, zapewne docenią robotę reżyserską i aktorską (...) Okazało się, że z mitycznych Popielaw Kolskiego wcale nie tak daleko do świata Gombrowicza.
- Wojciech Śmieja („Pogranicza”)[4]:

Filmowa Pornografia, z jej niewczesną pruderią, jest dziełem anachronicznym, więcej nawet, sprzeniewierzającym się literackiemu pierwowzorowi (...) Materiał powieściowy stwarzał twórcom okazję, by Pornografia stała się zarzewiem szerokiej dyskusji, pozwalał tak się ukształtować, by stworzyć nową – tę postulowaną – umiarkowaną jakość w mówieniu o homoseksualności. Szansy tej, w imię wielowiekowego ignorowania, trzymania – że posłużę się zadomowionym w politycznym dyskursie zwrotem – ‘trupa w szafie’ nie wykorzystano.

## Nagrody i nominacje
- 2003 – 28. Festiwal Polskich Filmów Fabularnych:
  - Nagroda za pierwszoplanową rolę męską (Krzysztof Majchrzak)
  - Nagroda za drugoplanową rolę męską (Jan Frycz)
  - Nagroda za muzykę (Zygmunt Konieczny)
  - Nagroda za dźwięk (Bertrand Come, Katarzyna Dzida-Hamela, Jacek Hamela i Herve Buirette)
  - Nagroda Publiczności
- 2003 – Polskie Nagrody Filmowe „Orły”:
  - Nagroda za drugoplanową rolę męską (Jan Frycz)
  - Nagroda za zdjęcia (Krzysztof Ptak)
  - Nagroda za muzykę (Zygmunt Konieczny)
  - Nagroda za scenografię (Andrzej Przedworski)
  - Nagroda za dźwięk (Bertrand Come, Katarzyna Dzida-Hamela, Jacek Hamela i Herve Buirette)
  - Nominacja do nagrody za najlepszy film
  - Nominacja do nagrody za pierwszoplanową rolę męską (Krzysztof Majchrzak)
  - Nominacja do nagrody za reżyserię (Jan Jakub Kolski)
  - Nominacja do nagrody za kostiumy (Małgorzata Zacharska)
- 2003 – polski kandydat do Oscara
- 2003 – konkurs główny Festiwalu Filmowego w Wenecji

## Kontrowersje wokół Złotych Lwów 2003
Pornografia była faworytem większości dziennikarzy w walce o Złote Lwy na 28. Festiwalu Polskich Filmów Fabularnych. Film zebrał wiele pozytywnych recenzji, także w prasie zagranicznej. Kilka tygodni przed gdyńską imprezą brał udział – jako pierwszy polski obraz od 1999 roku – w konkursie głównym Festiwalu w Wenecji, i mimo iż wyjechał z niego bez wyróżnień (Krzysztof Majchrzak przegrał rywalizację z Seanem Pennem o nagrodę dla najlepszego aktora tylko o dwa głosy), zyskał przychylność europejskiej krytyki filmowej.
W Gdyni Pornografia otrzymała pięć nagród; dwie techniczne (muzyka i dźwięk), dwie aktorskie (pierwszoplanowa rola męska i drugoplanowa rola męska) oraz Nagrodę Publiczności. Jury, któremu przewodniczył Marek Koterski, Złote Lwy przyznało osadzonej w czasach współczesnych Warszawie, debiutanta Dariusza Gajewskiego. Werdykt spotkał się ze skrajnymi reakcjami. Reżyser wyróżnionego obrazu odbierał nagrodę wśród gwizdów i buczenia. Wielu recenzentów (m.in. Elżbieta Janicka z „Kina”, Barbara Hollender z „Rzeczpospolitej”, która swoją relację zatytułowała Szokujący werdykt jury) i ludzi filmu (m.in. Krzysztof Zanussi) skrytykowało jurorów. Dziennikarz Zdzisław Pietrasik oraz reżyser Sylwester Latkowski stwierdzili, że powodem porażki Pornografii mogła być osoba jej producenta Lwa Rywina, zamieszanego w aferę korupcyjną.
W obronie jury opowiedzieli się m.in. Tadeusz Sobolewski z „Gazety Wyborczej”, który nazwał werdykt odważnym i niezależnym, oraz – początkowo stojący po stronie ich przeciwników – Krzysztof Kłopotowski, na łamach „Kina”. Marek Koterski obwieścił jeszcze ze sceny Teatru Muzycznego: Nagrodziliśmy film, który nam się podobał. Inni jurorzy także do końca bronili tego rozstrzygnięcia, zaprzeczając aby na ich opinię wpłynęła osoba Rywina.